# محمد بن عبد الملك البغدادي
محمد بن عبد الملك البغدادي (؟ - 12 ديسمبر 1607) فقيه حنفي ولغوي ومدرس عراقي برز في علوم عقلية، عاش معظم حياته في بلاد الشام في القرن السادس الميلادي/العاشر الهجري.

## حياته
لا يُعرف الكثير حول حياته. وصف بـ«الإمام المحقق»، كان من كبار العلماء العرب في المعقولات كالإلهي والطبيعي والرياضي. قيل أخذ من أخيه شمسي البغدادي وكان له اليد الطولى في الكلام والمنطق والبيان وعلوم العربية.

### في دمشق
قدم دمشق في 977 هـ/1570 م «ودخلها لابساً عباءة من الصوف وثوباً من القماش الأبيض القطن» وولي وظائف وتدريس. تولی تدريس الحديث بالجامع الأموي فسمي شيخ الحرم الأموي. كان يحضر دروسه أفاضل الوقت. «وحضر دروس البدر الغزي ولازم أبا الفداء إسماعيل النابلسي، وقرأ فقه الشافعي على الشهاب أحمد بن يونس العيثاوي ثم تحنف وولي وظائف وتدريس منها المدرسة الدرويشية وبقعة في الجامع الأموي وتولى تصدير حديث بالجامع المذكور. وكان له من صندوق السلطنة في كل يوم ما يزيد على أربعين عثمانياً وتولى مشيخة الجامع فسمى شيخ الحرم الأموي، وتولى تولية الدرويشية وعظم أمره وتردد إلى القضاء. وشمخ بأنفه حين رجع الناس إليه. وكان يحضر دروسه أفاضل الوقت، ودروس التفسير بالجامع. وكانت في لسانه لكنة عظيمة حتى أنه كان لا يفصح عن كلامه أبداً. وشاع ذكره في الأقطار الشامية.»

## وفاته وقضية ميراثه
توفي في 22 شعبان 1016/ 12 ديسمبر 1607 بدمشق. ويقول صاحب خلاصة الأثر:«وقد احتال القاضي والنائب هناك لسلب أمواله استفادة من غياب أقاربه عنه. ثم جاء بعد مدة أبن عم له من بغداد إلى دمشق فصالحه النائب على شيء من المال ثم ذهب فشكاه إلى الوزير نصوح باشا. وكان الوزير المذكور رأس العساكر إذ ذاك يحلب فوردت الأوامر بطلب النائب بسبب ذلك إلى حلب.»